# Траункірхен
Траункірхен (нім. Traunkirchen) — громада в окрузі Гмунден, земля Верхня Австрія, на березі озера Траунзее, Австрія.
Населення міста становить 1623 мешканці, станом на 1 січня 2016.

## Географія
Траункірхен лежить на висоті 422 м на березі озера Траунзее.
Розмір з півночі на південь 7,8 км, та із заходу на схід 4,8 км.
Загальна площа становить 18,3 км². 43,2 % площі покриває лісовий масив, 24 % площі використовується для сільського господарства.

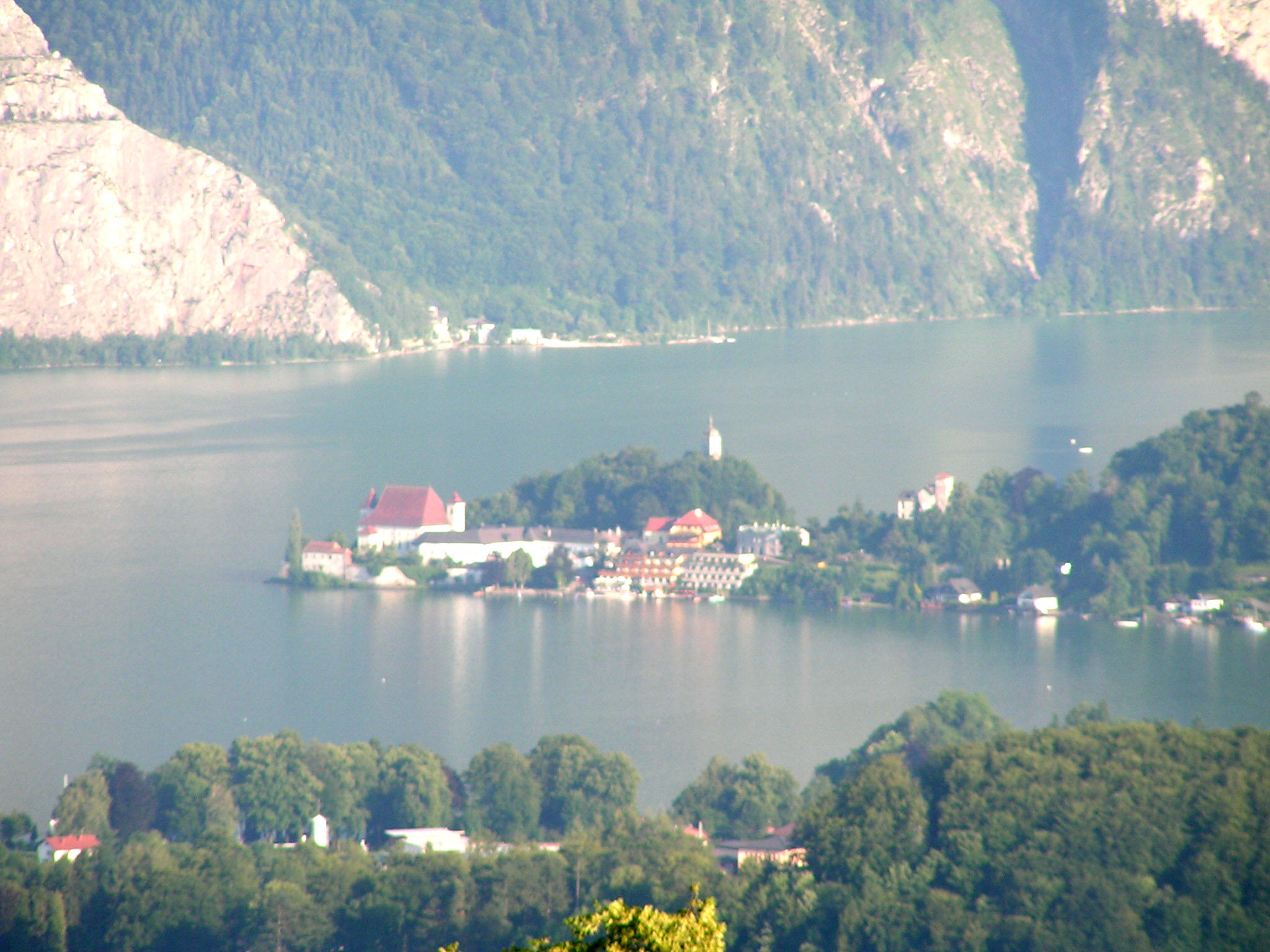
Траункірхен, вигляд з Ґрасберґа

Громада складається з трьох кадастрових громад: 
- Траункірхен    (нім.)     Traunkirchen
- Вінкль             (нім.)      Winkl
- Мюльбахберґ  (нім.)      Mühlbachberg